# بلو بنیسترز
بلو بنسترز (انگلیسی: Blue Banisters) هشتمین آلبوم استودیویی لانا دل ری، خواننده-ترانه‌سرای آمریکایی است. این آلبوم در ۲۲ اکتبر ۲۰۲۱، هفت ماه پس از هفتمین آلبوم استودیویی‌اش، رد هواپیما بالای کانتری کلاب، از طریق اینترسکوپ و پالیدور رکوردز منتشر شد. دو تک‌آهنگ و دو تک‌آهنگ تبلیغاتی پیش از آلبوم برای تبلیغ منتشر شدند: «بلو بنسترز»، «تکست بوک»، «سوختن گل وحشی» و «آرکیدیا». تهیه‌کنندگی این آلبوم بر عهدهٔ دل ری، ریک نوولز، مایک دین و چند شخص دیگر بوده‌است. بلو بنسترز نظرات مثبتی را از سوی منتقدان دریافت کرده‌است.